# Vanda Babić
Vanda Babić Galić (Kotor, 27. ožujka 1967.) hrvatska kroatistica.

## Životopis
Rođena u Kotoru 1967. Osnovnu i srednju školu završila je u Splitu, studij hrvatskoga jezika i književnosti na Filozofskom fakultetu u Zadru, a poslijediplomski studij iz književnosti na Filozofskom fakultetu u Zagrebu. 
Profesorica je na Sveučilištu u Zadru. Dugi niz godina bila je predsjednica Organizacijskog odbora Zadarskih filoloških dana, Obljetnice 500 godina od rođenja Petra Zoranića te Ljetne škole hrvatskog jezika i kulture Odjela za kroatistiku Sveučilišta u Zadru kao i velike manifestacije Hrvatski gradovi za Hrvate Boke. Aktivni je sudionik projekta Putevima bokeljskih Hrvata. Pokretač je brojnih kulturnih manifestacija s ciljem promicanja hrvatske kulturne baštine Boke, hrvatsko-crnogorskih književnih i kulturnih odnosa, predavanja u Hrvatskoj i Crnoj Gori, te studijskih putovanja s ciljem približavanja i upoznavanja s kulturom i radom autohtone hrvatske zajednice u Crnoj Gori. Članica je Hrvatskog društva pisaca.

## Djela
- Hrvatska srednjovjekovna tradicija u bokokotorskim pasionskim tekstovima (1997., magistarska disertacija)
- Don Srećko Vulović o starosjediocima Boke kotorske, Diorama, Zagreb, 2001.
- Kulturno-povijesne vrijednosti djelovanja Vicka Zmajevića u Boki kotorskoj i Zadru (2003., doktorska disertacija)
- Razgovor duhovni Vicka Zmajevića, HKD «Napredak» podružnica Zadar, 2005., str. 240.
- Gizdelin, Vanda Babić, Sanja Knežević, HKD „Napredak“ podružnica Zadar, 2007., str. 272.
- Kulturno-umjetnička društva Zadarske županije, Zadar 2007., str. 420.
- Bokeljska muka, Književni krug Split, Biblioteka znanstvenih djela, Split, 2008., str.220.
- Kuturalno pamćenje - ogledi o hrvatskoj kulturi i književnosti Boke, HNVCG, Tivat, 2016., str. 343.
- Kulturalno pamćenje - ogledi o hrvatskoj kulturi i književnosti Boke, (hrvatsko izdanje) Naklada Jurčić, Zagreb, 2018.
- Boka kotorska, zaljev svetaca i hrvatske kulture, Jutarnji list, 2019. i dopunjeno izdanje Jutarnjeg lista i HNVCG, Zagreb, Tivat, 2019.
- Bokeljski zagovori - tragom hrvatske baštine Boke kotorske[1]

### Scenariji
Suautorica je (s Božom Vodopijom) i scenaristica dokumentarnog filma S Hrvatima Boke, u produkciji HTV, proizvedenog 2001.

### Urednica
- Hrvatska književnost Boke kotorske do preporoda, (priredila i predgovor napisala V. Babić). Zagreb, Erasmus naklada (Školska knjižnica; Hrvatska književnost od Bašćanske ploče do naših dana., knj. 33-34.), 1998. 208. str.
- Uskrs, Hrvatski običaji,1, Zbornik studentskih radova, priredili: V. Babić i J. Miletić, Zadar, 2006.
- Radovan i Ljudmila Berta K. Balabanića, priredila knjigu, poemu i proslov napisala Vanda Babić, Novalja-Zagreb, 2007.
- Sveta Kata – divica i mučenica, priredila Vanda Babić, Novalja, 2008.
- B. Krešimir Balabanić, Vila Hrvatica, priredila Vanda Babić, Novalja-Kolan 2009., str.298.
- B. Krešimir Balabanić, Duhovna oporuka, priredila Vanda Babić, Novalja-Kolan 2009., str. 34
- Napredak je misija: intervjui 1990. – 2010. (autor Franjo Topić, priredila Vanda Babić) (Sarajevo: HKD Napredak; Zagreb: Napredak Futura, 2013.).
- Prvi broj zbornika Zadarski filološki dani.

## Nagrade i priznanja
- 2006.: Godišnja nagrada Zadarske županije
- 2008.: Plaketa HKD Napredak, Središnjice Sarajevo, za pisanu književnu i znanstvenu riječ i nakladništvo
- 2008.: Srebrna povelja Matice hrvatske, za knjigu Radovan i Ljudmila Berta K. Balabanića[2]
- 2019.: Zahvalnica Hrvatskog nacionalnog vijeća Crne Gore za promicanje i očuvanje baštine Hrvata Boke kotorske
- 2019.: Grb grada Zadra

## Vanjske poveznice
Mrežna mjesta
- Vanda Babić Galić, Odjel za kroatistiku Sveučilišta u Zadru
- Vanda Babić, na stranicama Hrvatskog društva pisaca